# Syrius
Syrius – węgierski zespół rockowy, funkcjonujący w latach 60. i 70.

## Historia
Syrius został założony w 1962 roku przez Zsolta Baronitsa. Grupa grała muzykę taneczną i beatową, a w 1968 roku rozpadła się. Część członków grupy założyła wówczas zespół Juventus. Baronits zaczął dokonywać reorganizacji zespołu, do którego przyszli László Pataki (z Liversing), Miklós Orszáczky i László Mogyorósi (z Új-Rákfogó) oraz András Veszelinov (z Metro). Jako gitarzystę Mogyorósiego później zastąpił Tamás Barta. W 1970 roku do zespołu dołączył Mihály Ráduly, tworząc słynny skład grupy Syrius:
- Miklós Orszáczky – gitara basowa, wokal,
- Zsolt Baronits – instrumenty dęte,
- László Pataki – organy,
- Mihály Ráduly – instrumenty dęte,
- András Veszelinov – perkusja.

Syrius grał wówczas typowy jazz rock. Również w 1970 roku zespół odbył zakończone sukcesem tourneé po Australii. Wówczas muzykami zainteresował się menedżer węgierskiego pochodzenia Charles Fisher. W 1971 roku grupa nagrała pierwszy album studyjny, anglojęzyczny Devil's Masquerade, wydany przez australijskie wydawnictwo Spin. Rok później Hungaroton wydał ten album w wersji węgierskojęzycznej, tytułując go Az ördög álarcosbálja. W 1972 roku do grupy dołączył gitarzysta Tibor Tátrai. W 1974 roku Ráduly wyjechał do USA, a dwa lata później Tátrai i Veszelinov również opuścili zespół. Wyjazd Patakiego do Austrii w 1977 roku spowodował definitywne rozwiązane grupy. W 1994 Syrius nagrał album studyjny Most, múlt, lesz. W 2001 roku udzielono koncertu w „klasycznym” składzie na Wyspie Małgorzaty (skład nie obejmował zmarłego w 1999 roku Baronitsa).

## Dyskografia

### Albumy studyjne
- Devil's Masquerade (1971)
- Az ördög álarcosbálja (1972)
- Széttört álmok (1976)
- Most, múlt, lesz (1994)

### EP
- Fáradt a nap (1969)

### Albumy koncertowe
- Koncert a MR arhivumából (1997)
- The Last Concert (2008)
- Anno Live (2009)
- Shattered Dreams (2009)

### Składanki
- 1971-2001 (2004)
- Utolsó kiadás (2006)

### Bootlegi
- Demo 1973
- Live in Paks 2001
- Karmolás